# Renault Type CI
Der Renault Type CI war ein frühes Personenkraftwagenmodell von Renault. Er wurde auch 35 CV genannt.

## Beschreibung
Die nationale Zulassungsbehörde erteilte am 19. Januar 1911 seine Zulassung. Es war eine kürzere Variante des Renault Type CF und hatte weder Vorgänger noch Nachfolger. 1912 endete die Produktion.
Ein wassergekühlter Vierzylindermotor mit 130 mm Bohrung und 160 mm Hub leistete aus 8495 cm³ Hubraum 40 bis 45 PS. Die Motorleistung wurde über eine Kardanwelle an die Hinterachse geleitet. Die Höchstgeschwindigkeit war je nach Übersetzung mit 70 km/h bis 105 km/h angegeben.
Bei einem Radstand von 353,5 cm und einer Spurweite von 126 cm war das Fahrzeug 472 cm lang und 155 cm breit. Der Wendekreis war mit 12 Metern angegeben. Das Fahrgestell wog 1200 kg. Zur Wahl standen Doppelphaeton und Torpedo. Das Fahrgestell kostete 18.000 Franc.